# Vuelta a San Juan 2023
Vuelta a San Juan 2023 var den 39:e upplagan av det argentinska etapploppet Vuelta a San Juan. Cykelloppets sju etapper kördes mellan den 22 och 29 januari 2023 med både start och målgång i San Juan. Loppet var en del av UCI ProSeries 2023 och vanns av colombianska Miguel Ángel López från cykelstallet Team Medellín–EPM.

## Deltagande lag
| WorldTeams (7)- Astana Qazaqstan Team - Trek-Segafredo - Soudal Quick-Step - Team DSM - Ineos Grenadiers - Movistar Team - Bora-Hansgrohe ProTeams (5)- Eolo-Kometa - Green Project-Bardiani CSF-Faizanè - Israel-Premier Tech - Team Corratec - TotalEnergies Kontinentala lag (10)- Medellín-EPM - Chimbas Te Quiero - Panamá es Cultura y Valores - Team Banco Guayaquil - Sindicato de Empleados Públicos de San Juan - AV Fatima-San Juan Biker Motos-Electro 3 - Municipalidad de Pocito - Municipalidad de Rawson - AP Hotels & Resorts-Tavira-SC Farense - Gremios por el Deporte-Cutral Có Landslag (4)- Argentina - Italien - Chile - Uruguay |
| |

## Etapper
| Etapp | Datum    | Start – mål                                             | type        | Distans (km) | Etappvinnare                     | Totalledare                      |
| ----- | -------- | ------------------------------------------------------- | ----------- | ------------ | -------------------------------- | -------------------------------- |
| 1     | 22 jan   | San Juan – San Juan                                     | Flack etapp | 143,9        | Sam Bennett                      | Sam Bennett                      |
| 2     | 23 jan   | San Agustín de Valle Fértil – San José de Jáchal        | Flack etapp | 201,1        | Fabio Jakobsen                   | Sam Bennett                      |
| 3     | 24 jan   | Circuito San Juan Villicum – Circuito San Juan Villicum | Flack etapp | 170,9        | Quinn Simmons                    | Sam Bennett                      |
| 4     | 25 jan   | Circuito San Juan Villicum – Barreal                    | Kuperat     | 196,5        | Fernando Gaviria                 | Fernando Gaviria                 |
|       | 26. jan. | Vilodag                                                 | Vilodag     |              |                                  |                                  |
| 5     | 27 jan   | Chimbas – Alto del Colorado                             | Bergsetapp  | 173,7        | Miguel Ángel López Filippo Ganna | Miguel Ángel López Filippo Ganna |
| 6     | 28 jan   | San Juan – San Juan                                     | Flack etapp | 144,9        | Sam Welsford                     | Miguel Ángel López Filippo Ganna |
| 7     | 29 jan   | San Juan – San Juan                                     | Flack etapp | 112,7        | Sam Welsford                     | Miguel Ángel López Filippo Ganna |

### 1:a etappen
| San Juan - San Juan | Flack etapp | (143,9 km) |

| \| Placeringar i etappen \| Placeringar i etappen \| Placeringar i etappen \| Placeringar i etappen \| Placeringar i etappen \| \| Cyklist \| Cyklist \| Lag \| Tid \| \| \| --------------------- \| --------------------- \| ---------------------------------- \| --------------------- \| --------------------- \| \| 1. \| Sam Bennett \| Bora-Hansgrohe \| 3t 19' 16" \| \| \| 2. \| Michael Mørkøv \| Soudal Quick-Step \| + 0" \| \| \| 3. \| Giacomo Nizzolo \| Israel-Premier Tech \| + 0" \| \| \| 4. \| Danny van Poppel \| Bora-Hansgrohe \| + 0" \| \| \| 5. \| Gleb Siritsa \| Astana Qazaqstan Team \| + 0" \| \| \| 6. \| Elia Viviani \| Ineos Grenadiers \| + 0" \| \| \| 7. \| Peter Sagan \| TotalEnergies \| + 0" \| \| \| 8. \| Jhonatan Narváez \| Ineos Grenadiers \| + 0" \| \| \| 9. \| Enrico Zanoncello \| Green Project-Bardiani CSF-Faizanè \| + 0" \| \| \| 10. \| Attilio Viviani \| Team Corratec \| + 0" \| \| |                   |                                    |            |
| |                   |                                    |            |
| Källa: ProCyclingStats |                   |                                    |            |
| Placeringar i etappen |                   |                                    |            |
| Cyklist | Cyklist           | Lag                                | Tid        |
| 1. | Sam Bennett       | Bora-Hansgrohe                     | 3t 19' 16" |
| 2. | Michael Mørkøv    | Soudal Quick-Step                  | + 0"       |
| 3. | Giacomo Nizzolo   | Israel-Premier Tech                | + 0"       |
| 4. | Danny van Poppel  | Bora-Hansgrohe                     | + 0"       |
| 5. | Gleb Siritsa      | Astana Qazaqstan Team              | + 0"       |
| 6. | Elia Viviani      | Ineos Grenadiers                   | + 0"       |
| 7. | Peter Sagan       | TotalEnergies                      | + 0"       |
| 8. | Jhonatan Narváez  | Ineos Grenadiers                   | + 0"       |
| 9. | Enrico Zanoncello | Green Project-Bardiani CSF-Faizanè | + 0"       |
| 10. | Attilio Viviani   | Team Corratec                      | + 0"       |

| \| Totaltävlingen \| Totaltävlingen \| Totaltävlingen \| Totaltävlingen \| Totaltävlingen \| \| Cyklist \| Cyklist \| Lag \| Tid \| \| \| -------------- \| ----------------- \| ---------------------------------- \| -------------- \| -------------- \| \| 1. \| Sam Bennett \| Bora-Hansgrohe \| 3t 19' 06" \| \| \| 2. \| Michael Mørkøv \| Soudal Quick-Step \| + 4" \| \| \| 3. \| Giacomo Nizzolo \| Israel-Premier Tech \| + 6" \| \| \| 4. \| Danny van Poppel \| Bora-Hansgrohe \| + 10" \| \| \| 5. \| Gleb Siritsa \| Astana Qazaqstan Team \| + 10" \| \| \| 6. \| Elia Viviani \| Ineos Grenadiers \| + 10" \| \| \| 7. \| Peter Sagan \| TotalEnergies \| + 10" \| \| \| 8. \| Jhonatan Narváez \| Ineos Grenadiers \| + 10" \| \| \| 9. \| Enrico Zanoncello \| Green Project-Bardiani CSF-Faizanè \| + 10" \| \| \| 10. \| Attilio Viviani \| Team Corratec \| + 10" \| \| |                   |                                    |            |
| |                   |                                    |            |
| Källa: ProCyclingStats |                   |                                    |            |
| Totaltävlingen |                   |                                    |            |
| Cyklist | Cyklist           | Lag                                | Tid        |
| 1. | Sam Bennett       | Bora-Hansgrohe                     | 3t 19' 06" |
| 2. | Michael Mørkøv    | Soudal Quick-Step                  | + 4"       |
| 3. | Giacomo Nizzolo   | Israel-Premier Tech                | + 6"       |
| 4. | Danny van Poppel  | Bora-Hansgrohe                     | + 10"      |
| 5. | Gleb Siritsa      | Astana Qazaqstan Team              | + 10"      |
| 6. | Elia Viviani      | Ineos Grenadiers                   | + 10"      |
| 7. | Peter Sagan       | TotalEnergies                      | + 10"      |
| 8. | Jhonatan Narváez  | Ineos Grenadiers                   | + 10"      |
| 9. | Enrico Zanoncello | Green Project-Bardiani CSF-Faizanè | + 10"      |
| 10. | Attilio Viviani   | Team Corratec                      | + 10"      |

### 2:a etappen
| San Agustín de Valle Fértil - San José de Jáchal | Flack etapp | (201,1 km) |

| \| Placeringar i etappen \| Placeringar i etappen \| Placeringar i etappen \| Placeringar i etappen \| Placeringar i etappen \| \| Cyklist \| Cyklist \| Lag \| Tid \| \| \| --------------------- \| --------------------- \| --------------------- \| --------------------- \| --------------------- \| \| 1. \| Fabio Jakobsen \| Soudal Quick-Step \| 43t 49' 02" \| \| \| 2. \| Fernando Gaviria \| Movistar Team \| + 0" \| \| \| 3. \| Jon Aberasturi \| Trek-Segafredo \| + 0" \| \| \| 4. \| Sam Bennett \| Bora-Hansgrohe \| + 0" \| \| \| 5. \| Germán Tivani \| Team Corratec \| + 0" \| \| \| 6. \| Giacomo Nizzolo \| Israel-Premier Tech \| + 0" \| \| \| 7. \| Tobias Lund Andresen \| Team DSM \| + 0" \| \| \| 8. \| Elia Viviani \| Ineos Grenadiers \| + 0" \| \| \| 9. \| Peter Sagan \| TotalEnergies \| + 0" \| \| \| 10. \| Niklas Märkl \| Team DSM \| + 0" \| \| |                      |                     |             |
| |                      |                     |             |
| Källa: ProCyclingStats |                      |                     |             |
| Placeringar i etappen |                      |                     |             |
| Cyklist | Cyklist              | Lag                 | Tid         |
| 1. | Fabio Jakobsen       | Soudal Quick-Step   | 43t 49' 02" |
| 2. | Fernando Gaviria     | Movistar Team       | + 0"        |
| 3. | Jon Aberasturi       | Trek-Segafredo      | + 0"        |
| 4. | Sam Bennett          | Bora-Hansgrohe      | + 0"        |
| 5. | Germán Tivani        | Team Corratec       | + 0"        |
| 6. | Giacomo Nizzolo      | Israel-Premier Tech | + 0"        |
| 7. | Tobias Lund Andresen | Team DSM            | + 0"        |
| 8. | Elia Viviani         | Ineos Grenadiers    | + 0"        |
| 9. | Peter Sagan          | TotalEnergies       | + 0"        |
| 10. | Niklas Märkl         | Team DSM            | + 0"        |

| \| Totaltävlingen \| Totaltävlingen \| Totaltävlingen \| Totaltävlingen \| Totaltävlingen \| \| Cyklist \| Cyklist \| Lag \| Tid \| \| \| -------------- \| ---------------- \| ------------------- \| -------------- \| -------------- \| \| 1. \| Sam Bennett \| Bora-Hansgrohe \| 7t 41' 28" \| \| \| 2. \| Fabio Jakobsen \| Soudal Quick-Step \| + 0" \| \| \| 3. \| Fernando Gaviria \| Movistar Team \| + 4" \| \| \| 4. \| Michael Mørkøv \| Soudal Quick-Step \| + 4" \| \| \| 5. \| Giacomo Nizzolo \| Israel-Premier Tech \| + 6" \| \| \| 6. \| Jon Aberasturi \| Trek-Segafredo \| + 6" \| \| \| 7. \| Óscar Sevilla \| Medellín-EPM \| + 6" \| \| \| 8. \| Elia Viviani \| Ineos Grenadiers \| + 10" \| \| \| 9. \| Peter Sagan \| TotalEnergies \| + 10" \| \| \| 10. \| Danny van Poppel \| Bora-Hansgrohe \| + 10" \| \| |                  |                     |            |
| |                  |                     |            |
| Källa: ProCyclingStats |                  |                     |            |
| Totaltävlingen |                  |                     |            |
| Cyklist | Cyklist          | Lag                 | Tid        |
| 1. | Sam Bennett      | Bora-Hansgrohe      | 7t 41' 28" |
| 2. | Fabio Jakobsen   | Soudal Quick-Step   | + 0"       |
| 3. | Fernando Gaviria | Movistar Team       | + 4"       |
| 4. | Michael Mørkøv   | Soudal Quick-Step   | + 4"       |
| 5. | Giacomo Nizzolo  | Israel-Premier Tech | + 6"       |
| 6. | Jon Aberasturi   | Trek-Segafredo      | + 6"       |
| 7. | Óscar Sevilla    | Medellín-EPM        | + 6"       |
| 8. | Elia Viviani     | Ineos Grenadiers    | + 10"      |
| 9. | Peter Sagan      | TotalEnergies       | + 10"      |
| 10. | Danny van Poppel | Bora-Hansgrohe      | + 10"      |

### 3:e etappen
| Circuito San Juan Villicum - Circuito San Juan Villicum | Flack etapp | (170,9 km) |

| \| Placeringar i etappen \| Placeringar i etappen \| Placeringar i etappen \| Placeringar i etappen \| Placeringar i etappen \| \| Cyklist \| Cyklist \| Lag \| Tid \| \| \| --------------------- \| --------------------- \| ------------------------------------------- \| --------------------- \| --------------------- \| \| 1. \| Quinn Simmons \| Trek-Segafredo \| 3t 49' 30" \| \| \| 2. \| Maximiliano Richeze \| Argentina \| + 0" \| \| \| 3. \| Sam Bennett \| Bora-Hansgrohe \| + 0" \| \| \| 4. \| Fernando Gaviria \| Movistar Team \| + 0" \| \| \| 5. \| Giacomo Nizzolo \| Israel-Premier Tech \| + 0" \| \| \| 6. \| Peter Sagan \| TotalEnergies \| + 0" \| \| \| 7. \| Germán Tivani \| Team Corratec \| + 0" \| \| \| 8. \| Yves Lampaert \| Soudal Quick-Step \| + 0" \| \| \| 9. \| Daniel Oss \| TotalEnergies \| + 0" \| \| \| 10. \| Juan Pablo Dotti \| Sindicato de Empleados Públicos de San Juan \| + 0" \| \| |                     |                                             |            |
| |                     |                                             |            |
| Källa: ProCyclingStats |                     |                                             |            |
| Placeringar i etappen |                     |                                             |            |
| Cyklist | Cyklist             | Lag                                         | Tid        |
| 1. | Quinn Simmons       | Trek-Segafredo                              | 3t 49' 30" |
| 2. | Maximiliano Richeze | Argentina                                   | + 0"       |
| 3. | Sam Bennett         | Bora-Hansgrohe                              | + 0"       |
| 4. | Fernando Gaviria    | Movistar Team                               | + 0"       |
| 5. | Giacomo Nizzolo     | Israel-Premier Tech                         | + 0"       |
| 6. | Peter Sagan         | TotalEnergies                               | + 0"       |
| 7. | Germán Tivani       | Team Corratec                               | + 0"       |
| 8. | Yves Lampaert       | Soudal Quick-Step                           | + 0"       |
| 9. | Daniel Oss          | TotalEnergies                               | + 0"       |
| 10. | Juan Pablo Dotti    | Sindicato de Empleados Públicos de San Juan | + 0"       |

| \| Totaltävlingen \| Totaltävlingen \| Totaltävlingen \| Totaltävlingen \| Totaltävlingen \| \| Cyklist \| Cyklist \| Lag \| Tid \| \| \| -------------- \| -------------------- \| ------------------- \| -------------- \| -------------- \| \| 1. \| Sam Bennett \| Bora-Hansgrohe \| 11t 30' 54" \| \| \| 2. \| Fabio Jakobsen \| Soudal Quick-Step \| + 6" \| \| \| 3. \| Fernando Gaviria \| Movistar Team \| + 8" \| \| \| 4. \| Giacomo Nizzolo \| Israel-Premier Tech \| + 10" \| \| \| 5. \| Peter Sagan \| TotalEnergies \| + 14" \| \| \| 6. \| Danny van Poppel \| Bora-Hansgrohe \| + 14" \| \| \| 7. \| Tobias Lund Andresen \| Team DSM \| + 14" \| \| \| 8. \| Germán Tivani \| Team Corratec \| + 14" \| \| \| 9. \| Daniel Oss \| TotalEnergies \| + 14" \| \| \| 10. \| Yves Lampaert \| Soudal Quick-Step \| + 14" \| \| |                      |                     |             |
| |                      |                     |             |
| Källa: ProCyclingStats |                      |                     |             |
| Totaltävlingen |                      |                     |             |
| Cyklist | Cyklist              | Lag                 | Tid         |
| 1. | Sam Bennett          | Bora-Hansgrohe      | 11t 30' 54" |
| 2. | Fabio Jakobsen       | Soudal Quick-Step   | + 6"        |
| 3. | Fernando Gaviria     | Movistar Team       | + 8"        |
| 4. | Giacomo Nizzolo      | Israel-Premier Tech | + 10"       |
| 5. | Peter Sagan          | TotalEnergies       | + 14"       |
| 6. | Danny van Poppel     | Bora-Hansgrohe      | + 14"       |
| 7. | Tobias Lund Andresen | Team DSM            | + 14"       |
| 8. | Germán Tivani        | Team Corratec       | + 14"       |
| 9. | Daniel Oss           | TotalEnergies       | + 14"       |
| 10. | Yves Lampaert        | Soudal Quick-Step   | + 14"       |

### 4:e etappen
| Circuito San Juan Villicum - Barreal | Kuperat | (196,5 km) |

| \| Placeringar i etappen \| Placeringar i etappen \| Placeringar i etappen \| Placeringar i etappen \| Placeringar i etappen \| \| Cyklist \| Cyklist \| Lag \| Tid \| \| \| --------------------- \| --------------------- \| -------------------------------- \| --------------------- \| --------------------- \| \| 1. \| Fernando Gaviria \| Movistar Team \| 4t 35' 27" \| \| \| 2. \| Peter Sagan \| TotalEnergies \| + 0" \| \| \| 3. \| Filippo Ganna \| Ineos Grenadiers \| + 0" \| \| \| 4. \| Yves Lampaert \| Soudal Quick-Step \| + 0" \| \| \| 5. \| Niklas Märkl \| Team DSM \| + 0" \| \| \| 6. \| Brandon Rivera \| Ineos Grenadiers \| + 0" \| \| \| 7. \| Germán Tivani \| Team Corratec \| + 0" \| \| \| 8. \| Quinn Simmons \| Trek-Segafredo \| + 0" \| \| \| 9. \| Laureano Rosas \| Gremios por el Deporte-Cutral Có \| + 0" \| \| \| 10. \| Mathias Vacek \| Trek-Segafredo \| + 0" \| \| |                  |                                  |            |
| |                  |                                  |            |
| Källa: ProCyclingStats |                  |                                  |            |
| Placeringar i etappen |                  |                                  |            |
| Cyklist | Cyklist          | Lag                              | Tid        |
| 1. | Fernando Gaviria | Movistar Team                    | 4t 35' 27" |
| 2. | Peter Sagan      | TotalEnergies                    | + 0"       |
| 3. | Filippo Ganna    | Ineos Grenadiers                 | + 0"       |
| 4. | Yves Lampaert    | Soudal Quick-Step                | + 0"       |
| 5. | Niklas Märkl     | Team DSM                         | + 0"       |
| 6. | Brandon Rivera   | Ineos Grenadiers                 | + 0"       |
| 7. | Germán Tivani    | Team Corratec                    | + 0"       |
| 8. | Quinn Simmons    | Trek-Segafredo                   | + 0"       |
| 9. | Laureano Rosas   | Gremios por el Deporte-Cutral Có | + 0"       |
| 10. | Mathias Vacek    | Trek-Segafredo                   | + 0"       |

| \| Totaltävlingen \| Totaltävlingen \| Totaltävlingen \| Totaltävlingen \| Totaltävlingen \| \| Cyklist \| Cyklist \| Lag \| Tid \| \| \| -------------- \| -------------------- \| ------------------------------------------- \| -------------- \| -------------- \| \| 1. \| Fernando Gaviria \| Movistar Team \| 16t 06' 19" \| \| \| 2. \| Peter Sagan \| TotalEnergies \| + 10" \| \| \| 3. \| Juan Pablo Dotti \| Sindicato de Empleados Públicos de San Juan \| + 13" \| \| \| 4. \| Filippo Ganna \| Ineos Grenadiers \| + 14" \| \| \| 5. \| Germán Tivani \| Team Corratec \| + 16" \| \| \| 6. \| Tobias Lund Andresen \| Team DSM \| + 16" \| \| \| 7. \| Daniel Oss \| TotalEnergies \| + 16" \| \| \| 8. \| Yves Lampaert \| Soudal Quick-Step \| + 16" \| \| \| 9. \| Mathias Vacek \| Trek-Segafredo \| + 16" \| \| \| 10. \| Óscar Sevilla \| Medellín-EPM \| + 16" \| \| |                      |                                             |             |
| |                      |                                             |             |
| Källa: ProCyclingStats |                      |                                             |             |
| Totaltävlingen |                      |                                             |             |
| Cyklist | Cyklist              | Lag                                         | Tid         |
| 1. | Fernando Gaviria     | Movistar Team                               | 16t 06' 19" |
| 2. | Peter Sagan          | TotalEnergies                               | + 10"       |
| 3. | Juan Pablo Dotti     | Sindicato de Empleados Públicos de San Juan | + 13"       |
| 4. | Filippo Ganna        | Ineos Grenadiers                            | + 14"       |
| 5. | Germán Tivani        | Team Corratec                               | + 16"       |
| 6. | Tobias Lund Andresen | Team DSM                                    | + 16"       |
| 7. | Daniel Oss           | TotalEnergies                               | + 16"       |
| 8. | Yves Lampaert        | Soudal Quick-Step                           | + 16"       |
| 9. | Mathias Vacek        | Trek-Segafredo                              | + 16"       |
| 10. | Óscar Sevilla        | Medellín-EPM                                | + 16"       |

### 5:e etappen
| Chimbas - Alto del Colorado | Bergsetapp | (173,7 km) |

| \| Placeringar i etappen \| Placeringar i etappen \| Placeringar i etappen \| Placeringar i etappen \| Placeringar i etappen \| \| Cyklist \| Cyklist \| Lag \| Tid \| \| \| --------------------- \| --------------------- \| ------------------------------------------- \| --------------------- \| --------------------- \| \| 1. \| Miguel Ángel López \| Medellín-EPM \| DSQ \| \| \| 1. \| Filippo Ganna \| Ineos Grenadiers \| + 30" \| \| \| 3. \| Sergio Higuita \| Bora-Hansgrohe \| + 38" \| \| \| 4. \| Egan Bernal \| Ineos Grenadiers \| + 40" \| \| \| 5. \| Einer Rubio \| Movistar Team \| + 40" \| \| \| 6. \| Brandon Rivera \| Ineos Grenadiers \| + 51" \| \| \| 7. \| Remco Evenepoel \| Soudal Quick-Step \| + 1' 09" \| \| \| 8. \| Nicolás Paredes \| Sindicato de Empleados Públicos de San Juan \| + 1' 09" \| \| \| 9. \| Kevin Vermaerke \| Team DSM \| + 1' 11" \| \| \| 10. \| Quinn Simmons \| Trek-Segafredo \| + 1' 31" \| \| |                    |                                             |          |
| |                    |                                             |          |
| Källa: ProCyclingStats |                    |                                             |          |
| Placeringar i etappen |                    |                                             |          |
| Cyklist | Cyklist            | Lag                                         | Tid      |
| 1. | Miguel Ángel López | Medellín-EPM                                | DSQ      |
| 1. | Filippo Ganna      | Ineos Grenadiers                            | + 30"    |
| 3. | Sergio Higuita     | Bora-Hansgrohe                              | + 38"    |
| 4. | Egan Bernal        | Ineos Grenadiers                            | + 40"    |
| 5. | Einer Rubio        | Movistar Team                               | + 40"    |
| 6. | Brandon Rivera     | Ineos Grenadiers                            | + 51"    |
| 7. | Remco Evenepoel    | Soudal Quick-Step                           | + 1' 09" |
| 8. | Nicolás Paredes    | Sindicato de Empleados Públicos de San Juan | + 1' 09" |
| 9. | Kevin Vermaerke    | Team DSM                                    | + 1' 11" |
| 10. | Quinn Simmons      | Trek-Segafredo                              | + 1' 31" |

| \| Totaltävlingen \| Totaltävlingen \| Totaltävlingen \| Totaltävlingen \| Totaltävlingen \| \| Cyklist \| Cyklist \| Lag \| Tid \| \| \| -------------- \| ------------------ \| ------------------------------------------- \| -------------- \| -------------- \| \| 1. \| Miguel Ángel López \| Medellín-EPM \| DSQ \| \| \| 1. \| Filippo Ganna \| Ineos Grenadiers \| + 30" \| \| \| 3. \| Sergio Higuita \| Bora-Hansgrohe \| + 44" \| \| \| 4. \| Egan Bernal \| Ineos Grenadiers \| + 50" \| \| \| 5. \| Einer Rubio \| Movistar Team \| + 50" \| \| \| 6. \| Brandon Rivera \| Ineos Grenadiers \| + 1' 01" \| \| \| 7. \| Nicolás Paredes \| Sindicato de Empleados Públicos de San Juan \| + 1' 19" \| \| \| 8. \| Remco Evenepoel \| Soudal Quick-Step \| + 1' 19" \| \| \| 9. \| Kevin Vermaerke \| Team DSM \| + 1' 30" \| \| \| 10. \| Matthew Riccitello \| Israel-Premier Tech \| + 1' 41" \| \| |                    |                                             |          |
| |                    |                                             |          |
| Källa: ProCyclingStats |                    |                                             |          |
| Totaltävlingen |                    |                                             |          |
| Cyklist | Cyklist            | Lag                                         | Tid      |
| 1. | Miguel Ángel López | Medellín-EPM                                | DSQ      |
| 1. | Filippo Ganna      | Ineos Grenadiers                            | + 30"    |
| 3. | Sergio Higuita     | Bora-Hansgrohe                              | + 44"    |
| 4. | Egan Bernal        | Ineos Grenadiers                            | + 50"    |
| 5. | Einer Rubio        | Movistar Team                               | + 50"    |
| 6. | Brandon Rivera     | Ineos Grenadiers                            | + 1' 01" |
| 7. | Nicolás Paredes    | Sindicato de Empleados Públicos de San Juan | + 1' 19" |
| 8. | Remco Evenepoel    | Soudal Quick-Step                           | + 1' 19" |
| 9. | Kevin Vermaerke    | Team DSM                                    | + 1' 30" |
| 10. | Matthew Riccitello | Israel-Premier Tech                         | + 1' 41" |

### 6:e etappen
| San Juan - San Juan | Flack etapp | (144,9 km) |

| \| Placeringar i etappen \| Placeringar i etappen \| Placeringar i etappen \| Placeringar i etappen \| Placeringar i etappen \| \| Cyklist \| Cyklist \| Lag \| Tid \| \| \| --------------------- \| --------------------- \| ---------------------------------- \| --------------------- \| --------------------- \| \| 1. \| Sam Welsford \| Team DSM \| 3t 03' 39" \| \| \| 2. \| Sam Bennett \| Bora-Hansgrohe \| + 0" \| \| \| 3. \| Fernando Gaviria \| Movistar Team \| + 0" \| \| \| 4. \| Fabio Jakobsen \| Soudal Quick-Step \| + 0" \| \| \| 5. \| Attilio Viviani \| Team Corratec \| + 0" \| \| \| 6. \| Peter Sagan \| TotalEnergies \| + 0" \| \| \| 7. \| Gleb Siritsa \| Astana Qazaqstan Team \| + 0" \| \| \| 8. \| Elia Viviani \| Ineos Grenadiers \| + 0" \| \| \| 9. \| Enrico Zanoncello \| Green Project-Bardiani CSF-Faizanè \| + 0" \| \| \| 10. \| Mattia Pinazzi \| Italien \| + 0" \| \| |                   |                                    |            |
| |                   |                                    |            |
| Källa: ProCyclingStats |                   |                                    |            |
| Placeringar i etappen |                   |                                    |            |
| Cyklist | Cyklist           | Lag                                | Tid        |
| 1. | Sam Welsford      | Team DSM                           | 3t 03' 39" |
| 2. | Sam Bennett       | Bora-Hansgrohe                     | + 0"       |
| 3. | Fernando Gaviria  | Movistar Team                      | + 0"       |
| 4. | Fabio Jakobsen    | Soudal Quick-Step                  | + 0"       |
| 5. | Attilio Viviani   | Team Corratec                      | + 0"       |
| 6. | Peter Sagan       | TotalEnergies                      | + 0"       |
| 7. | Gleb Siritsa      | Astana Qazaqstan Team              | + 0"       |
| 8. | Elia Viviani      | Ineos Grenadiers                   | + 0"       |
| 9. | Enrico Zanoncello | Green Project-Bardiani CSF-Faizanè | + 0"       |
| 10. | Mattia Pinazzi    | Italien                            | + 0"       |

| \| Totaltävlingen \| Totaltävlingen \| Totaltävlingen \| Totaltävlingen \| Totaltävlingen \| \| Cyklist \| Cyklist \| Lag \| Tid \| \| \| -------------- \| ------------------ \| ------------------------------------------- \| -------------- \| -------------- \| \| 1. \| Miguel Ángel López \| Medellín-EPM \| DSQ \| \| \| 1. \| Filippo Ganna \| Ineos Grenadiers \| + 30" \| \| \| 3. \| Sergio Higuita \| Bora-Hansgrohe \| + 44" \| \| \| 4. \| Einer Rubio \| Movistar Team \| + 50" \| \| \| 5. \| Brandon Rivera \| Ineos Grenadiers \| + 1' 01" \| \| \| 6. \| Nicolás Paredes \| Sindicato de Empleados Públicos de San Juan \| + 1' 19" \| \| \| 7. \| Remco Evenepoel \| Soudal Quick-Step \| + 1' 19" \| \| \| 8. \| Kevin Vermaerke \| Team DSM \| + 1' 30" \| \| \| 9. \| Matthew Riccitello \| Israel-Premier Tech \| + 1' 41" \| \| \| 10. \| Quinn Simmons \| Trek-Segafredo \| + 1' 46" \| \| |                    |                                             |          |
| |                    |                                             |          |
| Källa: ProCyclingStats |                    |                                             |          |
| Totaltävlingen |                    |                                             |          |
| Cyklist | Cyklist            | Lag                                         | Tid      |
| 1. | Miguel Ángel López | Medellín-EPM                                | DSQ      |
| 1. | Filippo Ganna      | Ineos Grenadiers                            | + 30"    |
| 3. | Sergio Higuita     | Bora-Hansgrohe                              | + 44"    |
| 4. | Einer Rubio        | Movistar Team                               | + 50"    |
| 5. | Brandon Rivera     | Ineos Grenadiers                            | + 1' 01" |
| 6. | Nicolás Paredes    | Sindicato de Empleados Públicos de San Juan | + 1' 19" |
| 7. | Remco Evenepoel    | Soudal Quick-Step                           | + 1' 19" |
| 8. | Kevin Vermaerke    | Team DSM                                    | + 1' 30" |
| 9. | Matthew Riccitello | Israel-Premier Tech                         | + 1' 41" |
| 10. | Quinn Simmons      | Trek-Segafredo                              | + 1' 46" |

### 7:e etappen
| San Juan - San Juan | Flack etapp | (112,7 km) |

| \| Placeringar i etappen \| Placeringar i etappen \| Placeringar i etappen \| Placeringar i etappen \| Placeringar i etappen \| \| Cyklist \| Cyklist \| Lag \| Tid \| \| \| --------------------- \| --------------------- \| ---------------------------------- \| --------------------- \| --------------------- \| \| 1. \| Sam Welsford \| Team DSM \| 2t 23' 41" \| \| \| 2. \| Fabio Jakobsen \| Soudal Quick-Step \| + 0" \| \| \| 3. \| Giacomo Nizzolo \| Israel-Premier Tech \| + 0" \| \| \| 4. \| Yevgeniy Gidich \| Astana Qazaqstan Team \| + 0" \| \| \| 5. \| Danny van Poppel \| Bora-Hansgrohe \| + 0" \| \| \| 6. \| Attilio Viviani \| Team Corratec \| + 0" \| \| \| 7. \| Giovanni Lonardi \| Eolo-Kometa \| + 0" \| \| \| 8. \| Peter Sagan \| TotalEnergies \| + 0" \| \| \| 9. \| Jon Aberasturi \| Trek-Segafredo \| + 0" \| \| \| 10. \| Enrico Zanoncello \| Green Project-Bardiani CSF-Faizanè \| + 0" \| \| |                   |                                    |            |
| |                   |                                    |            |
| Källa: ProCyclingStats |                   |                                    |            |
| Placeringar i etappen |                   |                                    |            |
| Cyklist | Cyklist           | Lag                                | Tid        |
| 1. | Sam Welsford      | Team DSM                           | 2t 23' 41" |
| 2. | Fabio Jakobsen    | Soudal Quick-Step                  | + 0"       |
| 3. | Giacomo Nizzolo   | Israel-Premier Tech                | + 0"       |
| 4. | Yevgeniy Gidich   | Astana Qazaqstan Team              | + 0"       |
| 5. | Danny van Poppel  | Bora-Hansgrohe                     | + 0"       |
| 6. | Attilio Viviani   | Team Corratec                      | + 0"       |
| 7. | Giovanni Lonardi  | Eolo-Kometa                        | + 0"       |
| 8. | Peter Sagan       | TotalEnergies                      | + 0"       |
| 9. | Jon Aberasturi    | Trek-Segafredo                     | + 0"       |
| 10. | Enrico Zanoncello | Green Project-Bardiani CSF-Faizanè | + 0"       |

## Resultat

### Sammanlagt
| \| Totaltävlingen \| Totaltävlingen \| Totaltävlingen \| Totaltävlingen \| Totaltävlingen \| \| Cyklist \| Cyklist \| Lag \| Tid \| \| \| -------------- \| ------------------ \| ------------------------------------------- \| -------------- \| -------------- \| \| 1. \| Miguel Ángel López \| Medellín-EPM \| DSQ \| \| \| 1. \| Filippo Ganna \| Ineos Grenadiers \| + 30" \| \| \| 2. \| Sergio Higuita \| Bora-Hansgrohe \| + 44" \| \| \| 3. \| Einer Rubio \| Movistar Team \| + 50" \| \| \| 4. \| Brandon Rivera \| Ineos Grenadiers \| + 1' 01" \| \| \| 5. \| Nicolás Paredes \| Sindicato de Empleados Públicos de San Juan \| + 1' 19" \| \| \| 6. \| Remco Evenepoel \| Soudal Quick-Step \| + 1' 19" \| \| \| 7. \| Kevin Vermaerke \| Team DSM \| + 1' 30" \| \| \| 8. \| Quinn Simmons \| Trek-Segafredo \| + 1' 46" \| \| \| 8. \| Matthew Riccitello \| Israel-Premier Tech \| + 1' 41" \| \| \| 10. \| Leandro Messineo \| Chimbas Te Quiero \| + 1' 56" \| \| \| 12. \| Germán Tivani \| Team Corratec \| + 1' 59" \| \| \| 13. \| Oier Lazkano \| Movistar Team \| + 2' 00" \| \| \| 14. \| Juan Pablo Dotti \| Sindicato de Empleados Públicos de San Juan \| + 2' 05" \| \| \| 15. \| Steff Cras \| TotalEnergies \| + 2' 11" \| \| \| 16. \| Vicente Rojas \| Chile \| + 2' 12" \| \| \| 17. \| Abner González \| Movistar Team \| + 2' 12" \| \| \| 18. \| Harold Tejada \| Astana Qazaqstan Team \| + 2' 16" \| \| \| 19. \| Marco Frigo \| Israel-Premier Tech \| + 2' 18" \| \| \| 20. \| Yves Lampaert \| Soudal Quick-Step \| + 2' 28" \| \| |                    |                                             |          |
| |                    |                                             |          |
| Källa: ProCyclingStats |                    |                                             |          |
| Totaltävlingen |                    |                                             |          |
| Cyklist | Cyklist            | Lag                                         | Tid      |
| 1. | Miguel Ángel López | Medellín-EPM                                | DSQ      |
| 1. | Filippo Ganna      | Ineos Grenadiers                            | + 30"    |
| 2. | Sergio Higuita     | Bora-Hansgrohe                              | + 44"    |
| 3. | Einer Rubio        | Movistar Team                               | + 50"    |
| 4. | Brandon Rivera     | Ineos Grenadiers                            | + 1' 01" |
| 5. | Nicolás Paredes    | Sindicato de Empleados Públicos de San Juan | + 1' 19" |
| 6. | Remco Evenepoel    | Soudal Quick-Step                           | + 1' 19" |
| 7. | Kevin Vermaerke    | Team DSM                                    | + 1' 30" |
| 8. | Quinn Simmons      | Trek-Segafredo                              | + 1' 46" |
| 8. | Matthew Riccitello | Israel-Premier Tech                         | + 1' 41" |
| 10. | Leandro Messineo   | Chimbas Te Quiero                           | + 1' 56" |
| 12. | Germán Tivani      | Team Corratec                               | + 1' 59" |
| 13. | Oier Lazkano       | Movistar Team                               | + 2' 00" |
| 14. | Juan Pablo Dotti   | Sindicato de Empleados Públicos de San Juan | + 2' 05" |
| 15. | Steff Cras         | TotalEnergies                               | + 2' 11" |
| 16. | Vicente Rojas      | Chile                                       | + 2' 12" |
| 17. | Abner González     | Movistar Team                               | + 2' 12" |
| 18. | Harold Tejada      | Astana Qazaqstan Team                       | + 2' 16" |
| 19. | Marco Frigo        | Israel-Premier Tech                         | + 2' 18" |
| 20. | Yves Lampaert      | Soudal Quick-Step                           | + 2' 28" |

### Övriga tävlingar
| Bergstävlingen | Bergstävlingen     | Bergstävlingen                              | Bergstävlingen | Bergstävlingen |
| Cyklist        | Cyklist            | Lag                                         | Poäng          |                |
| -------------- | ------------------ | ------------------------------------------- | -------------- | -------------- |
| 1.             | Manuele Tarozzi    | Green Project-Bardiani CSF-Faizanè          | 24 poäng       |                |
| 2.             | Christofer Jurado  | Panamá es Cultura y Valores                 | 19 poäng       |                |
| 3.             | Juan Pablo Dotti   | Sindicato de Empleados Públicos de San Juan | 14 poäng       |                |
| 4.             | Miguel Ángel López | Medellín-EPM                                | DSQ            |                |
| 4.             | Filippo Ganna      | Ineos Grenadiers                            | 8 poäng        |                |
| 5.             | Marcos Méndez      | Argentina                                   | 8 poäng        |                |
| 6.             | Sergio Higuita     | Bora-Hansgrohe                              | 6 poäng        |                |
| 7.             | Stefano Gandin     | Team Corratec                               | 6 poäng        |                |
| 8.             | Emiliano Contreras | Chimbas Te Quiero                           | 4 poäng        |                |
| 9.             | Leandro Messineo   | Chimbas Te Quiero                           | 4 poäng        |                |

| Bergstävlingen | Bergstävlingen     | Bergstävlingen                              | Bergstävlingen | Bergstävlingen |
| Cyklist        | Cyklist            | Lag                                         | Poäng          |                |
| -------------- | ------------------ | ------------------------------------------- | -------------- | -------------- |
| 1.             | Manuele Tarozzi    | Green Project-Bardiani CSF-Faizanè          | 24 poäng       |                |
| 2.             | Christofer Jurado  | Panamá es Cultura y Valores                 | 19 poäng       |                |
| 3.             | Juan Pablo Dotti   | Sindicato de Empleados Públicos de San Juan | 14 poäng       |                |
| 4.             | Miguel Ángel López | Medellín-EPM                                | DSQ            |                |
| 4.             | Filippo Ganna      | Ineos Grenadiers                            | 8 poäng        |                |
| 5.             | Marcos Méndez      | Argentina                                   | 8 poäng        |                |
| 6.             | Sergio Higuita     | Bora-Hansgrohe                              | 6 poäng        |                |
| 7.             | Stefano Gandin     | Team Corratec                               | 6 poäng        |                |
| 8.             | Emiliano Contreras | Chimbas Te Quiero                           | 4 poäng        |                |
| 9.             | Leandro Messineo   | Chimbas Te Quiero                           | 4 poäng        |                |

| Ungdomstävlingen | Ungdomstävlingen     | Ungdomstävlingen                   | Ungdomstävlingen | Ungdomstävlingen |
| Cyklist          | Cyklist              | Lag                                | Tid              |                  |
| ---------------- | -------------------- | ---------------------------------- | ---------------- | ---------------- |
| 1.               | Matthew Riccitello   | Israel-Premier Tech                | 25t 42' 38"      |                  |
| 2.               | Quinn Simmons        | Trek-Segafredo                     | + 5"             |                  |
| 3.               | Vicente Rojas        | Chile                              | + 31"            |                  |
| 4.               | Mathias Vacek        | Trek-Segafredo                     | + 2' 41"         |                  |
| 5.               | Marco Brenner        | Team DSM                           | + 7' 29"         |                  |
| 6.               | Tobias Lund Andresen | Team DSM                           | + 9' 04"         |                  |
| 7.               | Vinicius Rangel      | Movistar Team                      | + 12' 24"        |                  |
| 8.               | Rodrigo Díaz         | Municipalidad de Rawson            | + 19' 42"        |                  |
| 9.               | Héctor Quintana      | Chile                              | + 23' 17"        |                  |
| 10.              | Iker Bonillo         | Green Project-Bardiani CSF-Faizanè | + 27' 40"        |                  |

| Ungdomstävlingen | Ungdomstävlingen     | Ungdomstävlingen                   | Ungdomstävlingen | Ungdomstävlingen |
| Cyklist          | Cyklist              | Lag                                | Tid              |                  |
| ---------------- | -------------------- | ---------------------------------- | ---------------- | ---------------- |
| 1.               | Matthew Riccitello   | Israel-Premier Tech                | 25t 42' 38"      |                  |
| 2.               | Quinn Simmons        | Trek-Segafredo                     | + 5"             |                  |
| 3.               | Vicente Rojas        | Chile                              | + 31"            |                  |
| 4.               | Mathias Vacek        | Trek-Segafredo                     | + 2' 41"         |                  |
| 5.               | Marco Brenner        | Team DSM                           | + 7' 29"         |                  |
| 6.               | Tobias Lund Andresen | Team DSM                           | + 9' 04"         |                  |
| 7.               | Vinicius Rangel      | Movistar Team                      | + 12' 24"        |                  |
| 8.               | Rodrigo Díaz         | Municipalidad de Rawson            | + 19' 42"        |                  |
| 9.               | Héctor Quintana      | Chile                              | + 23' 17"        |                  |
| 10.              | Iker Bonillo         | Green Project-Bardiani CSF-Faizanè | + 27' 40"        |                  |

| Lagtävlingen | Lagtävlingen                       | Lagtävlingen | Lagtävlingen |
| Lag          | Lag                                | Tid          |              |
| ------------ | ---------------------------------- | ------------ | ------------ |
| 1.           | Ineos Grenadiers                   | 77t 05' 22"  |              |
| 2.           | Movistar Team                      | + 2' 20"     |              |
| 3.           | Medellín-EPM                       | + 3' 04"     |              |
| 4.           | Soudal Quick-Step                  | + 4' 05"     |              |
| 5.           | Green Project-Bardiani CSF-Faizanè | + 5' 21"     |              |

| Lagtävlingen | Lagtävlingen                       | Lagtävlingen | Lagtävlingen |
| Lag          | Lag                                | Tid          |              |
| ------------ | ---------------------------------- | ------------ | ------------ |
| 1.           | Ineos Grenadiers                   | 77t 05' 22"  |              |
| 2.           | Movistar Team                      | + 2' 20"     |              |
| 3.           | Medellín-EPM                       | + 3' 04"     |              |
| 4.           | Soudal Quick-Step                  | + 4' 05"     |              |
| 5.           | Green Project-Bardiani CSF-Faizanè | + 5' 21"     |              |

## Startlista
| Soudal Quick-Step SOQ | Soudal Quick-Step SOQ            | Soudal Quick-Step SOQ |
| --------------------- | -------------------------------- | --------------------- |
| #                     | Cyklist                          | Placering             |
| 1                     | Remco Evenepoel (BEL) (landsväg) | 7.                    |
| 2                     | Jan Hirt (CZE)                   | 40.                   |
| 3                     | Fabio Jakobsen (NED) (landsväg)  | 88.                   |
| 4                     | Yves Lampaert (BEL)              | 20.                   |
| 5                     | Michael Mørkøv (DEN)             | 89.                   |
| 6                     | Pieter Serry (BEL)               | 62.                   |

| Bora-Hansgrohe BOH | Bora-Hansgrohe BOH              | Bora-Hansgrohe BOH |
| ------------------ | ------------------------------- | ------------------ |
| #                  | Cyklist                         | Placering          |
| 11                 | Sam Bennett (IRL)               | 81.                |
| 12                 | Sergio Higuita (COL) (landsväg) | 2.                 |
| 13                 | Jonas Koch (GER)                | 48.                |
| 14                 | Florian Lipowitz (GER)          | 58.                |
| 15                 | Ryan Mullen (IRL)               | 61.                |
| 16                 | Danny van Poppel (NED)          | 60.                |

| Trek-Segafredo TFS | Trek-Segafredo TFS   | Trek-Segafredo TFS |
| ------------------ | -------------------- | ------------------ |
| #                  | Cyklist              | Placering          |
| 21                 | Jon Aberasturi (ESP) | 72.                |
| 22                 | Dario Cataldo (ITA)  | 77.                |
| 24                 | Quinn Simmons (USA)  | 10.                |
| 25                 | Antwan Tolhoek (NED) | 26.                |
| 26                 | Mathias Vacek (CZE)  | 29.                |

| Astana Qazaqstan Team AST | Astana Qazaqstan Team AST | Astana Qazaqstan Team AST |
| ------------------------- | ------------------------- | ------------------------- |
| #                         | Cyklist                   | Placering                 |
| 31                        | Gleb Siritsa              | 98.                       |
| 32                        | Yuriy Natarov (KAZ)       | 27.                       |
| 33                        | Harold Tejada (COL)       | 18.                       |
| 34                        | Yevgeniy Gidich (KAZ)     | 87.                       |
| 35                        | Harold Martín López (ECU) | 38.                       |
| 36                        | Andrej Zejts (KAZ)        | 31.                       |

| Movistar Team MOV | Movistar Team MOV                | Movistar Team MOV |
| ----------------- | -------------------------------- | ----------------- |
| #                 | Cyklist                          | Placering         |
| 41                | Fernando Gaviria (COL)           | 56.               |
| 42                | Abner González (PUR)             | 17.               |
| 43                | Oier Lazkano (ESP)               | 13.               |
| 44                | Vinicius Rangel (BRA) (landsväg) | 46.               |
| 45                | Einer Rubio (COL)                | 3.                |
| 46                | Albert Torres Barceló (ESP)      | 45.               |

| Team DSM DSM | Team DSM DSM                  | Team DSM DSM |
| ------------ | ----------------------------- | ------------ |
| #            | Cyklist                       | Placering    |
| 51           | Tobias Lund Andresen (DEN)    | 42.          |
| 52           | Marco Brenner (GER)           | 39.          |
| 53           | Jonas Iversby Hvideberg (NOR) | 41.          |
| 54           | Niklas Märkl (GER)            | 37.          |
| 55           | Kevin Vermaerke (USA)         | 8.           |
| 56           | Sam Welsford (AUS)            | 90.          |

| Ineos Grenadiers IGD | Ineos Grenadiers IGD   | Ineos Grenadiers IGD |
| -------------------- | ---------------------- | -------------------- |
| #                    | Cyklist                | Placering            |
| 61                   | Egan Bernal (COL)      | DNF-6                |
| 62                   | Filippo Ganna (ITA)    | 1.                   |
| 63                   | Jhonatan Narváez (ECU) | DNF-2                |
| 64                   | Daniel Martínez (COL)  | 25.                  |
| 65                   | Brandon Rivera (COL)   | 5.                   |
| 66                   | Elia Viviani (ITA)     | 84.                  |

| Israel-Premier Tech IPT | Israel-Premier Tech IPT  | Israel-Premier Tech IPT |
| ----------------------- | ------------------------ | ----------------------- |
| #                       | Cyklist                  | Placering               |
| 71                      | Marco Frigo (ITA)        | 19.                     |
| 72                      | Giacomo Nizzolo (ITA)    | 67.                     |
| 73                      | Jens Reynders (BEL)      | 73.                     |
| 74                      | Matthew Riccitello (USA) | 9.                      |
| 75                      | Stephen Williams (GBR)   | DNS-4                   |
| 76                      | Rick Zabel (GER)         | 70.                     |

| Eolo-Kometa EOK | Eolo-Kometa EOK         | Eolo-Kometa EOK |
| --------------- | ----------------------- | --------------- |
| #               | Cyklist                 | Placering       |
| 81              | Davide Bais (ITA)       | 93.             |
| 82              | Simone Bevilacqua (ITA) | 85.             |
| 83              | Erik Fetter (HUN)       | 32.             |
| 84              | Giovanni Lonardi (ITA)  | 75.             |
| 85              | Simone Raccani (ITA)    | 97.             |
| 86              | Diego Sevilla (ESP)     | 44.             |

| Green Project-Bardiani CSF-Faizanè BCF | Green Project-Bardiani CSF-Faizanè BCF | Green Project-Bardiani CSF-Faizanè BCF |
| -------------------------------------- | -------------------------------------- | -------------------------------------- |
| #                                      | Cyklist                                | Placering                              |
| 91                                     | Iker Bonillo (ESP)                     | 69.                                    |
| 92                                     | Filippo Magli (ITA)                    | 23.                                    |
| 93                                     | Mattia Petrucci (ITA)                  | 30.                                    |
| 94                                     | Alessandro Santaromita (ITA)           | 53.                                    |
| 95                                     | Manuele Tarozzi (ITA)                  | 33.                                    |
| 96                                     | Enrico Zanoncello (ITA)                | 68.                                    |

| Team Corratec COR | Team Corratec COR        | Team Corratec COR |
| ----------------- | ------------------------ | ----------------- |
| #                 | Cyklist                  | Placering         |
| 101               | Attilio Viviani (ITA)    | 74.               |
| 102               | Stefano Gandin (ITA)     | 65.               |
| 103               | Alexander Konychev (ITA) | 34.               |
| 104               | Veljko Stojnić (SRB)     | DNF-2             |
| 105               | Charlie Quaterman (GBR)  | DNF-2             |
| 106               | Germán Tivani (ARG)      | 12.               |

| AP Hotels & Resorts-Tavira-SC Farense ATF | AP Hotels & Resorts-Tavira-SC Farense ATF | AP Hotels & Resorts-Tavira-SC Farense ATF |
| ----------------------------------------- | ----------------------------------------- | ----------------------------------------- |
| #                                         | Cyklist                                   | Placering                                 |
| 111                                       | Delio Fernández (ESP)                     | 52.                                       |
| 112                                       | Álvaro Trueba (ESP)                       | DNF-2                                     |
| 113                                       | Venceslau Fernandes (POR)                 | 55.                                       |
| 114                                       | Rúben Simão (POR)                         | 92.                                       |
| 115                                       | Rafael Lourenço (POR)                     | 66.                                       |
| 116                                       | Carlos Salgueiro (POR)                    | 78.                                       |

| TotalEnergies TEN | TotalEnergies TEN            | TotalEnergies TEN |
| ----------------- | ---------------------------- | ----------------- |
| #                 | Cyklist                      | Placering         |
| 121               | Maciej Bodnar (POL)          | 80.               |
| 122               | Steff Cras (BEL)             | 15.               |
| 123               | Fabien Grellier (FRA)        | 76.               |
| 124               | Alan Jousseaume (FRA)        | 24.               |
| 125               | Daniel Oss (ITA)             | 43.               |
| 126               | Peter Sagan (SVK) (landsväg) | 49.               |

| Argentina ARG | Argentina ARG       | Argentina ARG |
| ------------- | ------------------- | ------------- |
| #             | Cyklist             | Placering     |
| 131           | Maximiliano Richeze | 95.           |
| 132           | Tomás Contte        | DSQ-4         |
| 133           | Marcos Méndez       | 125.          |
| 134           | Franco Germán López | 107.          |
| 135           | Lukas Dundic        | 113.          |
| 136           | Juan Rodríguez      | DNF-4         |

| Italien ITA | Italien ITA         | Italien ITA |
| ----------- | ------------------- | ----------- |
| #           | Cyklist             | Placering   |
| 141         | Davide Boscaro      | 117.        |
| 142         | Francesco Lamon     | 110.        |
| 143         | Mattia Pinazzi      | 101.        |
| 144         | Michele Scartezzini | 116.        |
| 145         | Liam Bertazzo       | 115.        |
| 146         | Manlio Moro         | 86.         |

| Municipalidad de Rawson MRW | Municipalidad de Rawson MRW | Municipalidad de Rawson MRW |
| --------------------------- | --------------------------- | --------------------------- |
| #                           | Cyklist                     | Placering                   |
| 151                         | Rodrigo Díaz (ARG)          | 57.                         |
| 152                         | Daniel Videla (ARG)         | 118.                        |
| 153                         | Kevin Castro (ARG)          | DNF-2                       |
| 154                         | Marcelo Méndez (ARG)        | 120.                        |
| 155                         | Sergio Aguirre (ARG)        | 122.                        |
| 156                         | Pedro Gordillo (ARG)        | 132.                        |

| Municipalidad de Pocito EMP | Municipalidad de Pocito EMP | Municipalidad de Pocito EMP |
| --------------------------- | --------------------------- | --------------------------- |
| #                           | Cyklist                     | Placering                   |
| 161                         | Rubén Ramos (ARG)           | DNF-3                       |
| 162                         | José Martín Reyes (ARG)     | 94.                         |
| 163                         | Juan Melivilo (ARG)         | 131.                        |

| AV Fatima-San Juan Biker Motos-Electro 3 AVF | AV Fatima-San Juan Biker Motos-Electro 3 AVF | AV Fatima-San Juan Biker Motos-Electro 3 AVF |
| -------------------------------------------- | -------------------------------------------- | -------------------------------------------- |
| #                                            | Cyklist                                      | Placering                                    |
| 164                                          | Leandro Velardez (ARG)                       | DNF-4                                        |

| Municipalidad de Pocito EMP | Municipalidad de Pocito EMP | Municipalidad de Pocito EMP |
| --------------------------- | --------------------------- | --------------------------- |
| #                           | Cyklist                     | Placering                   |
| 165                         | Federico López (ARG)        | 133.                        |
| 166                         | Ricardo Escuela (ARG)       | 59.                         |

| Sindicato de Empleados Públicos de San Juan SEP | Sindicato de Empleados Públicos de San Juan SEP | Sindicato de Empleados Públicos de San Juan SEP |
| ----------------------------------------------- | ----------------------------------------------- | ----------------------------------------------- |
| #                                               | Cyklist                                         | Placering                                       |
| 171                                             | Juan Pablo Dotti (ARG)                          | 14.                                             |
| 172                                             | Nicolás Paredes (COL)                           | 6.                                              |
| 173                                             | Leonardo Cobarrubia (ARG)                       | DNF-6                                           |
| 174                                             | Maximiliano Snihur (ARG)                        | 96.                                             |
| 175                                             | Hugo Ruiz (PER)                                 | 99.                                             |
| 176                                             | Mateo Kalejmann (ARG)                           | DNF-5                                           |

| Chimbas Te Quiero CTQ | Chimbas Te Quiero CTQ    | Chimbas Te Quiero CTQ |
| --------------------- | ------------------------ | --------------------- |
| #                     | Cyklist                  | Placering             |
| 181                   | Emiliano Contreras (ARG) | 114.                  |
| 182                   | Leandro Messineo (ARG)   | 11.                   |
| 183                   | Mauro Richeze (ARG)      | 111.                  |
| 184                   | Pedro González (ARG)     | DNF-2                 |
| 185                   | Dario Alvarez (ARG)      | DNF-2                 |
| 186                   | Alejandro Durán (ARG)    | 124.                  |

| Gremios por el Deporte-Cutral Có EGD | Gremios por el Deporte-Cutral Có EGD | Gremios por el Deporte-Cutral Có EGD |
| ------------------------------------ | ------------------------------------ | ------------------------------------ |
| #                                    | Cyklist                              | Placering                            |
| 191                                  | Laureano Rosas (ARG)                 | 35.                                  |
| 192                                  | Emiliano Ibarra (ARG)                | 63.                                  |
| 193                                  | Maximiliano Navarrete (ARG)          | 102.                                 |
| 194                                  | Alejandro Quilci (ARG)               | 105.                                 |
| 195                                  | Mauricio Páez (ARG)                  | 126.                                 |
| 196                                  | Nicolás Traico (ARG)                 | 82.                                  |

| AV Fatima-San Juan Biker Motos-Electro 3 AVF | AV Fatima-San Juan Biker Motos-Electro 3 AVF | AV Fatima-San Juan Biker Motos-Electro 3 AVF |
| -------------------------------------------- | -------------------------------------------- | -------------------------------------------- |
| #                                            | Cyklist                                      | Placering                                    |
| 201                                          | Gerardo Tivani (ARG)                         | 103.                                         |
| 202                                          | Daniel Juárez (ARG)                          | DNF-4                                        |
| 203                                          | Franco Buchanan (ARG)                        | 28.                                          |
| 204                                          | Mauricio Dominguez Campos (ARG)              | 104.                                         |
| 205                                          | Wladimir Martínez (VEN)                      | 112.                                         |
| 206                                          | Ángel Alexander Gil (COL)                    | 54.                                          |

| Medellín-EPM MED | Medellín-EPM MED              | Medellín-EPM MED |
| ---------------- | ----------------------------- | ---------------- |
| #                | Cyklist                       | Placering        |
| 211              | Fabio Duarte (COL)            | 71.              |
| 212              | Javier Jamaica (COL)          | 36.              |
| 213              | Óscar Sevilla (ESP)           | 21.              |
| 214              | Victor Alejandro Ocampo (COL) | 83.              |
| 215              | Miguel Ángel López (COL)      | 1.               |
| 216              | Brayan Sánchez (COL)          | 22.              |

| Team Banco Guayaquil TBG | Team Banco Guayaquil TBG       | Team Banco Guayaquil TBG |
| ------------------------ | ------------------------------ | ------------------------ |
| #                        | Cyklist                        | Placering                |
| 221                      | Nixon Efrain Rosero (ECU)      | 129.                     |
| 222                      | Wilson Haro (ECU)              | 47.                      |
| 223                      | Alexis Quinteros (ECU)         | DNF-4                    |
| 224                      | Carlos Alberto Gutiérrez (COL) | DNF-6                    |
| 225                      | Cristian Pita (ECU)            | 121.                     |
| 226                      | Cristhian Montoya (COL)        | DNF-6                    |

| Panamá es Cultura y Valores PCV | Panamá es Cultura y Valores PCV | Panamá es Cultura y Valores PCV |
| ------------------------------- | ------------------------------- | ------------------------------- |
| #                               | Cyklist                         | Placering                       |
| 231                             | Franklin Archibold (PAN)        | 51.                             |
| 232                             | Bolivar Espinosa (PAN)          | 100.                            |
| 233                             | Alex Strah (PAN)                | 91.                             |
| 234                             | Yelko Gómez (PAN)               | 119.                            |
| 235                             | Bredio Ruiz (PAN)               | 123.                            |
| 236                             | Christofer Jurado (PAN)         | 79.                             |

| Chile CHI | Chile CHI           | Chile CHI |
| --------- | ------------------- | --------- |
| #         | Cyklist             | Placering |
| 241       | José Luis Rodríguez | 109.      |
| 242       | Vicente Rojas       | 16.       |
| 243       | Nicolás Cabrera     | 127.      |
| 244       | Francisco Kotsakis  | 128.      |
| 245       | Héctor Quintana     | 64.       |
| 246       | Manuel Lira         | 108.      |

| Uruguay URU | Uruguay URU        | Uruguay URU |
| ----------- | ------------------ | ----------- |
| #           | Cyklist            | Placering   |
| 251         | Antonio Fagúndez   | 50.         |
| 252         | Fernando Méndez    | DNF-4       |
| 253         | Roderick Asconeguy | 106.        |
| 254         | Nahuel Soares      | DNF-2       |
| 255         | Juan Caorsi        | 130.        |
| 256         | Nahuel Hernández   | OTL-1       |

| Soudal Quick-Step SOQ | Soudal Quick-Step SOQ            | Soudal Quick-Step SOQ |
| --------------------- | -------------------------------- | --------------------- |
| #                     | Cyklist                          | Placering             |
| 1                     | Remco Evenepoel (BEL) (landsväg) | 7.                    |
| 2                     | Jan Hirt (CZE)                   | 40.                   |
| 3                     | Fabio Jakobsen (NED) (landsväg)  | 88.                   |
| 4                     | Yves Lampaert (BEL)              | 20.                   |
| 5                     | Michael Mørkøv (DEN)             | 89.                   |
| 6                     | Pieter Serry (BEL)               | 62.                   |

| Bora-Hansgrohe BOH | Bora-Hansgrohe BOH              | Bora-Hansgrohe BOH |
| ------------------ | ------------------------------- | ------------------ |
| #                  | Cyklist                         | Placering          |
| 11                 | Sam Bennett (IRL)               | 81.                |
| 12                 | Sergio Higuita (COL) (landsväg) | 2.                 |
| 13                 | Jonas Koch (GER)                | 48.                |
| 14                 | Florian Lipowitz (GER)          | 58.                |
| 15                 | Ryan Mullen (IRL)               | 61.                |
| 16                 | Danny van Poppel (NED)          | 60.                |

| Trek-Segafredo TFS | Trek-Segafredo TFS   | Trek-Segafredo TFS |
| ------------------ | -------------------- | ------------------ |
| #                  | Cyklist              | Placering          |
| 21                 | Jon Aberasturi (ESP) | 72.                |
| 22                 | Dario Cataldo (ITA)  | 77.                |
| 24                 | Quinn Simmons (USA)  | 10.                |
| 25                 | Antwan Tolhoek (NED) | 26.                |
| 26                 | Mathias Vacek (CZE)  | 29.                |

| Astana Qazaqstan Team AST | Astana Qazaqstan Team AST | Astana Qazaqstan Team AST |
| ------------------------- | ------------------------- | ------------------------- |
| #                         | Cyklist                   | Placering                 |
| 31                        | Gleb Siritsa              | 98.                       |
| 32                        | Yuriy Natarov (KAZ)       | 27.                       |
| 33                        | Harold Tejada (COL)       | 18.                       |
| 34                        | Yevgeniy Gidich (KAZ)     | 87.                       |
| 35                        | Harold Martín López (ECU) | 38.                       |
| 36                        | Andrej Zejts (KAZ)        | 31.                       |

| Movistar Team MOV | Movistar Team MOV                | Movistar Team MOV |
| ----------------- | -------------------------------- | ----------------- |
| #                 | Cyklist                          | Placering         |
| 41                | Fernando Gaviria (COL)           | 56.               |
| 42                | Abner González (PUR)             | 17.               |
| 43                | Oier Lazkano (ESP)               | 13.               |
| 44                | Vinicius Rangel (BRA) (landsväg) | 46.               |
| 45                | Einer Rubio (COL)                | 3.                |
| 46                | Albert Torres Barceló (ESP)      | 45.               |

| Team DSM DSM | Team DSM DSM                  | Team DSM DSM |
| ------------ | ----------------------------- | ------------ |
| #            | Cyklist                       | Placering    |
| 51           | Tobias Lund Andresen (DEN)    | 42.          |
| 52           | Marco Brenner (GER)           | 39.          |
| 53           | Jonas Iversby Hvideberg (NOR) | 41.          |
| 54           | Niklas Märkl (GER)            | 37.          |
| 55           | Kevin Vermaerke (USA)         | 8.           |
| 56           | Sam Welsford (AUS)            | 90.          |

| Ineos Grenadiers IGD | Ineos Grenadiers IGD   | Ineos Grenadiers IGD |
| -------------------- | ---------------------- | -------------------- |
| #                    | Cyklist                | Placering            |
| 61                   | Egan Bernal (COL)      | DNF-6                |
| 62                   | Filippo Ganna (ITA)    | 1.                   |
| 63                   | Jhonatan Narváez (ECU) | DNF-2                |
| 64                   | Daniel Martínez (COL)  | 25.                  |
| 65                   | Brandon Rivera (COL)   | 5.                   |
| 66                   | Elia Viviani (ITA)     | 84.                  |

| Israel-Premier Tech IPT | Israel-Premier Tech IPT  | Israel-Premier Tech IPT |
| ----------------------- | ------------------------ | ----------------------- |
| #                       | Cyklist                  | Placering               |
| 71                      | Marco Frigo (ITA)        | 19.                     |
| 72                      | Giacomo Nizzolo (ITA)    | 67.                     |
| 73                      | Jens Reynders (BEL)      | 73.                     |
| 74                      | Matthew Riccitello (USA) | 9.                      |
| 75                      | Stephen Williams (GBR)   | DNS-4                   |
| 76                      | Rick Zabel (GER)         | 70.                     |

| Eolo-Kometa EOK | Eolo-Kometa EOK         | Eolo-Kometa EOK |
| --------------- | ----------------------- | --------------- |
| #               | Cyklist                 | Placering       |
| 81              | Davide Bais (ITA)       | 93.             |
| 82              | Simone Bevilacqua (ITA) | 85.             |
| 83              | Erik Fetter (HUN)       | 32.             |
| 84              | Giovanni Lonardi (ITA)  | 75.             |
| 85              | Simone Raccani (ITA)    | 97.             |
| 86              | Diego Sevilla (ESP)     | 44.             |

| Green Project-Bardiani CSF-Faizanè BCF | Green Project-Bardiani CSF-Faizanè BCF | Green Project-Bardiani CSF-Faizanè BCF |
| -------------------------------------- | -------------------------------------- | -------------------------------------- |
| #                                      | Cyklist                                | Placering                              |
| 91                                     | Iker Bonillo (ESP)                     | 69.                                    |
| 92                                     | Filippo Magli (ITA)                    | 23.                                    |
| 93                                     | Mattia Petrucci (ITA)                  | 30.                                    |
| 94                                     | Alessandro Santaromita (ITA)           | 53.                                    |
| 95                                     | Manuele Tarozzi (ITA)                  | 33.                                    |
| 96                                     | Enrico Zanoncello (ITA)                | 68.                                    |

| Team Corratec COR | Team Corratec COR        | Team Corratec COR |
| ----------------- | ------------------------ | ----------------- |
| #                 | Cyklist                  | Placering         |
| 101               | Attilio Viviani (ITA)    | 74.               |
| 102               | Stefano Gandin (ITA)     | 65.               |
| 103               | Alexander Konychev (ITA) | 34.               |
| 104               | Veljko Stojnić (SRB)     | DNF-2             |
| 105               | Charlie Quaterman (GBR)  | DNF-2             |
| 106               | Germán Tivani (ARG)      | 12.               |

| AP Hotels & Resorts-Tavira-SC Farense ATF | AP Hotels & Resorts-Tavira-SC Farense ATF | AP Hotels & Resorts-Tavira-SC Farense ATF |
| ----------------------------------------- | ----------------------------------------- | ----------------------------------------- |
| #                                         | Cyklist                                   | Placering                                 |
| 111                                       | Delio Fernández (ESP)                     | 52.                                       |
| 112                                       | Álvaro Trueba (ESP)                       | DNF-2                                     |
| 113                                       | Venceslau Fernandes (POR)                 | 55.                                       |
| 114                                       | Rúben Simão (POR)                         | 92.                                       |
| 115                                       | Rafael Lourenço (POR)                     | 66.                                       |
| 116                                       | Carlos Salgueiro (POR)                    | 78.                                       |

| TotalEnergies TEN | TotalEnergies TEN            | TotalEnergies TEN |
| ----------------- | ---------------------------- | ----------------- |
| #                 | Cyklist                      | Placering         |
| 121               | Maciej Bodnar (POL)          | 80.               |
| 122               | Steff Cras (BEL)             | 15.               |
| 123               | Fabien Grellier (FRA)        | 76.               |
| 124               | Alan Jousseaume (FRA)        | 24.               |
| 125               | Daniel Oss (ITA)             | 43.               |
| 126               | Peter Sagan (SVK) (landsväg) | 49.               |

| Argentina ARG | Argentina ARG       | Argentina ARG |
| ------------- | ------------------- | ------------- |
| #             | Cyklist             | Placering     |
| 131           | Maximiliano Richeze | 95.           |
| 132           | Tomás Contte        | DSQ-4         |
| 133           | Marcos Méndez       | 125.          |
| 134           | Franco Germán López | 107.          |
| 135           | Lukas Dundic        | 113.          |
| 136           | Juan Rodríguez      | DNF-4         |

| Italien ITA | Italien ITA         | Italien ITA |
| ----------- | ------------------- | ----------- |
| #           | Cyklist             | Placering   |
| 141         | Davide Boscaro      | 117.        |
| 142         | Francesco Lamon     | 110.        |
| 143         | Mattia Pinazzi      | 101.        |
| 144         | Michele Scartezzini | 116.        |
| 145         | Liam Bertazzo       | 115.        |
| 146         | Manlio Moro         | 86.         |

| Municipalidad de Rawson MRW | Municipalidad de Rawson MRW | Municipalidad de Rawson MRW |
| --------------------------- | --------------------------- | --------------------------- |
| #                           | Cyklist                     | Placering                   |
| 151                         | Rodrigo Díaz (ARG)          | 57.                         |
| 152                         | Daniel Videla (ARG)         | 118.                        |
| 153                         | Kevin Castro (ARG)          | DNF-2                       |
| 154                         | Marcelo Méndez (ARG)        | 120.                        |
| 155                         | Sergio Aguirre (ARG)        | 122.                        |
| 156                         | Pedro Gordillo (ARG)        | 132.                        |

| Municipalidad de Pocito EMP | Municipalidad de Pocito EMP | Municipalidad de Pocito EMP |
| --------------------------- | --------------------------- | --------------------------- |
| #                           | Cyklist                     | Placering                   |
| 161                         | Rubén Ramos (ARG)           | DNF-3                       |
| 162                         | José Martín Reyes (ARG)     | 94.                         |
| 163                         | Juan Melivilo (ARG)         | 131.                        |

| AV Fatima-San Juan Biker Motos-Electro 3 AVF | AV Fatima-San Juan Biker Motos-Electro 3 AVF | AV Fatima-San Juan Biker Motos-Electro 3 AVF |
| -------------------------------------------- | -------------------------------------------- | -------------------------------------------- |
| #                                            | Cyklist                                      | Placering                                    |
| 164                                          | Leandro Velardez (ARG)                       | DNF-4                                        |

| Municipalidad de Pocito EMP | Municipalidad de Pocito EMP | Municipalidad de Pocito EMP |
| --------------------------- | --------------------------- | --------------------------- |
| #                           | Cyklist                     | Placering                   |
| 165                         | Federico López (ARG)        | 133.                        |
| 166                         | Ricardo Escuela (ARG)       | 59.                         |

| Sindicato de Empleados Públicos de San Juan SEP | Sindicato de Empleados Públicos de San Juan SEP | Sindicato de Empleados Públicos de San Juan SEP |
| ----------------------------------------------- | ----------------------------------------------- | ----------------------------------------------- |
| #                                               | Cyklist                                         | Placering                                       |
| 171                                             | Juan Pablo Dotti (ARG)                          | 14.                                             |
| 172                                             | Nicolás Paredes (COL)                           | 6.                                              |
| 173                                             | Leonardo Cobarrubia (ARG)                       | DNF-6                                           |
| 174                                             | Maximiliano Snihur (ARG)                        | 96.                                             |
| 175                                             | Hugo Ruiz (PER)                                 | 99.                                             |
| 176                                             | Mateo Kalejmann (ARG)                           | DNF-5                                           |

| Chimbas Te Quiero CTQ | Chimbas Te Quiero CTQ    | Chimbas Te Quiero CTQ |
| --------------------- | ------------------------ | --------------------- |
| #                     | Cyklist                  | Placering             |
| 181                   | Emiliano Contreras (ARG) | 114.                  |
| 182                   | Leandro Messineo (ARG)   | 11.                   |
| 183                   | Mauro Richeze (ARG)      | 111.                  |
| 184                   | Pedro González (ARG)     | DNF-2                 |
| 185                   | Dario Alvarez (ARG)      | DNF-2                 |
| 186                   | Alejandro Durán (ARG)    | 124.                  |

| Gremios por el Deporte-Cutral Có EGD | Gremios por el Deporte-Cutral Có EGD | Gremios por el Deporte-Cutral Có EGD |
| ------------------------------------ | ------------------------------------ | ------------------------------------ |
| #                                    | Cyklist                              | Placering                            |
| 191                                  | Laureano Rosas (ARG)                 | 35.                                  |
| 192                                  | Emiliano Ibarra (ARG)                | 63.                                  |
| 193                                  | Maximiliano Navarrete (ARG)          | 102.                                 |
| 194                                  | Alejandro Quilci (ARG)               | 105.                                 |
| 195                                  | Mauricio Páez (ARG)                  | 126.                                 |
| 196                                  | Nicolás Traico (ARG)                 | 82.                                  |

| AV Fatima-San Juan Biker Motos-Electro 3 AVF | AV Fatima-San Juan Biker Motos-Electro 3 AVF | AV Fatima-San Juan Biker Motos-Electro 3 AVF |
| -------------------------------------------- | -------------------------------------------- | -------------------------------------------- |
| #                                            | Cyklist                                      | Placering                                    |
| 201                                          | Gerardo Tivani (ARG)                         | 103.                                         |
| 202                                          | Daniel Juárez (ARG)                          | DNF-4                                        |
| 203                                          | Franco Buchanan (ARG)                        | 28.                                          |
| 204                                          | Mauricio Dominguez Campos (ARG)              | 104.                                         |
| 205                                          | Wladimir Martínez (VEN)                      | 112.                                         |
| 206                                          | Ángel Alexander Gil (COL)                    | 54.                                          |

| Medellín-EPM MED | Medellín-EPM MED              | Medellín-EPM MED |
| ---------------- | ----------------------------- | ---------------- |
| #                | Cyklist                       | Placering        |
| 211              | Fabio Duarte (COL)            | 71.              |
| 212              | Javier Jamaica (COL)          | 36.              |
| 213              | Óscar Sevilla (ESP)           | 21.              |
| 214              | Victor Alejandro Ocampo (COL) | 83.              |
| 215              | Miguel Ángel López (COL)      | 1.               |
| 216              | Brayan Sánchez (COL)          | 22.              |

| Team Banco Guayaquil TBG | Team Banco Guayaquil TBG       | Team Banco Guayaquil TBG |
| ------------------------ | ------------------------------ | ------------------------ |
| #                        | Cyklist                        | Placering                |
| 221                      | Nixon Efrain Rosero (ECU)      | 129.                     |
| 222                      | Wilson Haro (ECU)              | 47.                      |
| 223                      | Alexis Quinteros (ECU)         | DNF-4                    |
| 224                      | Carlos Alberto Gutiérrez (COL) | DNF-6                    |
| 225                      | Cristian Pita (ECU)            | 121.                     |
| 226                      | Cristhian Montoya (COL)        | DNF-6                    |

| Panamá es Cultura y Valores PCV | Panamá es Cultura y Valores PCV | Panamá es Cultura y Valores PCV |
| ------------------------------- | ------------------------------- | ------------------------------- |
| #                               | Cyklist                         | Placering                       |
| 231                             | Franklin Archibold (PAN)        | 51.                             |
| 232                             | Bolivar Espinosa (PAN)          | 100.                            |
| 233                             | Alex Strah (PAN)                | 91.                             |
| 234                             | Yelko Gómez (PAN)               | 119.                            |
| 235                             | Bredio Ruiz (PAN)               | 123.                            |
| 236                             | Christofer Jurado (PAN)         | 79.                             |

| Chile CHI | Chile CHI           | Chile CHI |
| --------- | ------------------- | --------- |
| #         | Cyklist             | Placering |
| 241       | José Luis Rodríguez | 109.      |
| 242       | Vicente Rojas       | 16.       |
| 243       | Nicolás Cabrera     | 127.      |
| 244       | Francisco Kotsakis  | 128.      |
| 245       | Héctor Quintana     | 64.       |
| 246       | Manuel Lira         | 108.      |

| Uruguay URU | Uruguay URU        | Uruguay URU |
| ----------- | ------------------ | ----------- |
| #           | Cyklist            | Placering   |
| 251         | Antonio Fagúndez   | 50.         |
| 252         | Fernando Méndez    | DNF-4       |
| 253         | Roderick Asconeguy | 106.        |
| 254         | Nahuel Soares      | DNF-2       |
| 255         | Juan Caorsi        | 130.        |
| 256         | Nahuel Hernández   | OTL-1       |

Förklaringar
DNF = Fullföljde inte, OTL = Utanför tidsgränsen, DNS = Startade inte, DSQ = Diskvalificerad